# Credo, ut intelligam
Credo ut intelligam або Вірю, щоб розуміти — латинський вираз, що буквально означає «Я вірю, тому я знаю й можу це зрозуміти».
Цей вираз є богословською максимою Ансельма Кентерберійського (Proslogion, 1), що була заснована на висловлюванні Августина Аврелія (crede, ut intelligas; Tract. Ev. Jo., 29.6), щоб філософськи та теологічно пов'язати віру й розум.
Пізніше, в часи Реформації виник вислів Intelligo ut credam («Я знаю, тому я можу вірити»). Також відома інша фраза Ансельма fides quaerens intellectum («віра шукає порозуміння»).